# Денежная база
Денежная база — совокупность обязательств центрального банка, которые могут быть использованы для создания денежной массы. Включает в себя наличные деньги в обращении и обязательства центрального банка перед кредитными организациями.

## Общее определение
Денежная база не является ни одним из агрегатов денежной массы, но включает в себя денежный агрегат М0 (наличная национальная валюта в обращении за пределами кредитных организаций). Помимо М0 денежная база всегда включает в себя наличную национальную валюту в кассах кредитных организаций и счета кредитных организаций в центральном банке (обязательные резервы R), которые могут выступать в качестве обязательных резервов по привлечённым депозитам и средства проведения расчётов. Другие обязательства центрального банка перед финансовыми и нефинансовыми корпорациями, резидентными домохозяйствами и некоммерческими организациями, обслуживающими домохозяйства, а также обязательства центрального банка перед другими органами государственной власти в форме наличных денег также могут включаться в состав денежной базы. Национальные определения понятия «денежная база» могут несколько различаться. Более того, в национальной статистике могут выделяться несколько показателей денежной базы.

## Управление
Операции на открытом рынке являются основным инструментом центральных банков проведения денежно-кредитной политики, направленной в том числе на управление размером денежной базы. Например, при необходимости расширить денежную базу центральный банк может начать активно выкупать правительственные облигации у коммерческих банков, увеличивая их денежную ликвидность. Как правило, это удействует совместно с уровнем процентных ставок и нормами резервирования.

## Определение Банка России
В России рассчитываются показатели «денежная база в узком определении» и «денежная база в широком определении».
Денежная база в узком определении включает в себя выпущенные в обращение Банком России наличные деньги (с учётом остатков средств в кассах кредитных организаций) и остатки на счетах обязательных резервов кредитных организаций по привлечённым средствам в национальной валюте, депонируемые в Банке России. Информация об объёме денежной базы в узком определении публикуется Банком России еженедельно в форме пресс-релизов. На 01.04.2016 этот показатель составил 8 224,7 млрд руб.
Денежная база в широком определении включает в себя:
1. Выпущенные в обращение Банком России наличные деньги, в том числе остатки средств в кассах кредитных организаций;
2. Остатки на счетах обязательных резервов, по привлечённым кредитными организациями средствам в национальной и иностранной валюте, депонируемые в Банке России;
3. Средства на корреспондентских счетах в валюте Российской Федерации (включая усреднённые остатки обязательных резервов) и депозитных счетах кредитных организаций в Банке России;
4. Вложения кредитных организаций в облигации Банка России (по рыночной стоимости);
5. Иные обязательства Банка России по операциям с кредитными организациями в валюте Российской Федерации.

Информация об объёме и структуре денежной базы в широком определении публикуется ежемесячно в базе данных и в «Бюллетене банковской статистики» (табл. 1.19. Денежная база в широком определении). Методология описывается в примечаниях к таблице в каждом номере журнала.